# Marquesina

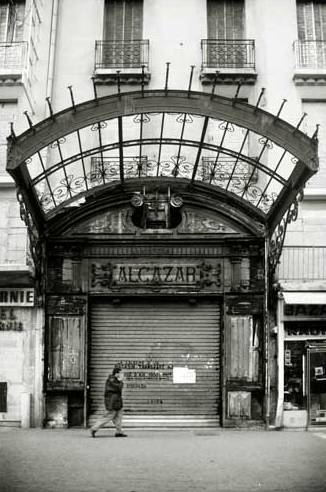
Antigua entrada al teatro Alcazar (Marsella)

En arquitectura y construcción, una marquesina  es una cubierta (normalmente de vidrio) frente a una puerta, un porche o una ventana, que sirve como un refugio de la lluvia, viento o sol. Suele ser rectangular de una, dos o tres piezas, o a veces semicircular.
La estructura de una marquesina está hecha generalmente de metal o de hormigón armado (algunas veces de madera), y es a menudo sostenida por soportes, que pueden consistir en volutas decorativas. Se pueden encontrar algunas marquesinas  muy trabajadas, con una compleja estructura metálica (o de hormigón armado), sobre todo en las estaciones, teatros, hoteles, cafés, etc. En Puerto Rico se designa con este nombre al garaje, cochera o lugar bajo techo de las residencias donde se resguardan los automóviles.

## Historia
Originalmente, se daba el nombre de marquesina a un pedazo de tela extendido sobre la entrada de una tienda o edificio para protegerla de la lluvia o el sol, y se encontraba especialmente en los barcos.
Las marquesinas modernas pueden ser de diversos materiales, por ejemplo, plexiglás. Por deformación, a veces se llama marquesina a algunos toldos de materiales parecidos.

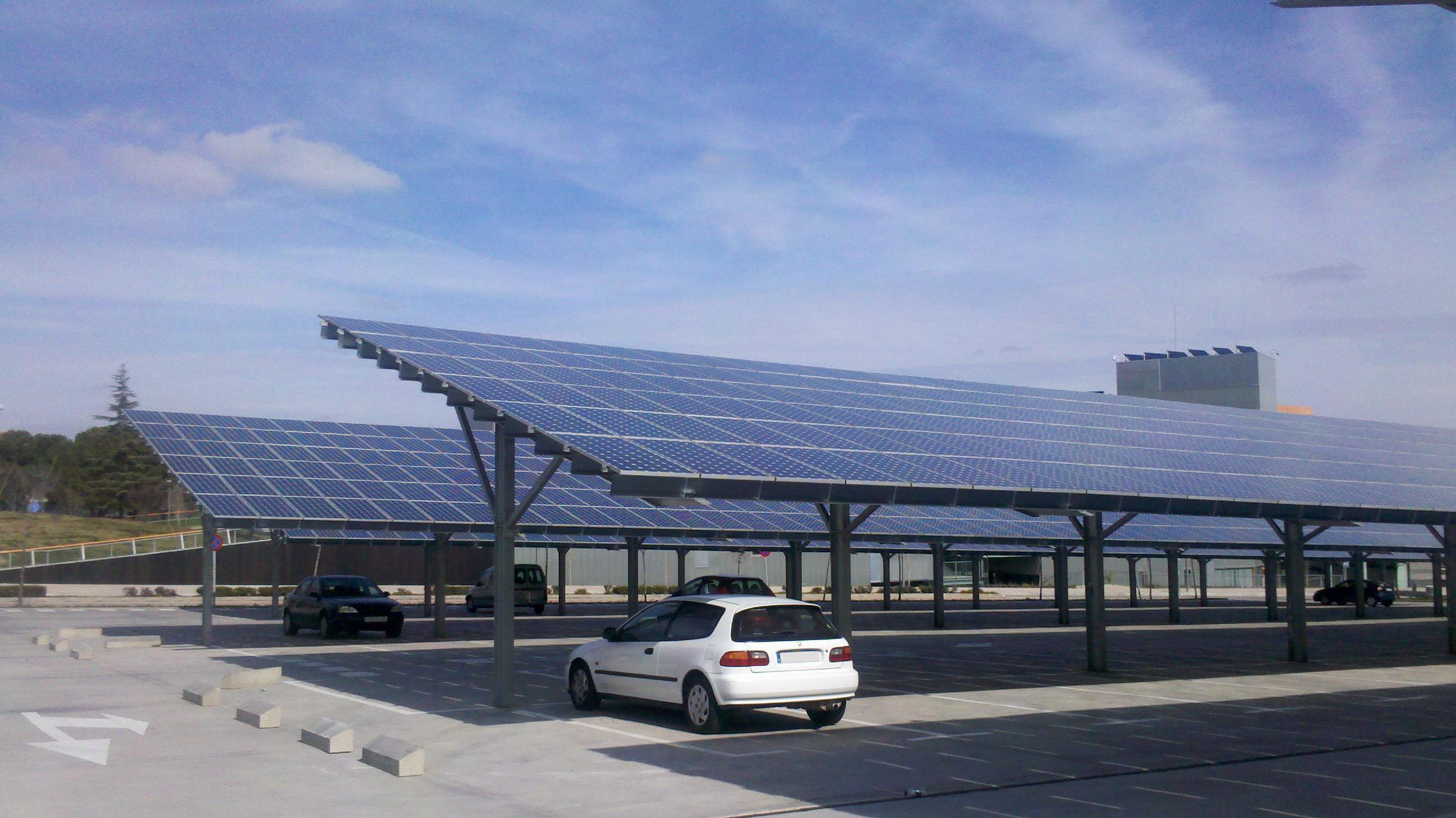
Marquesina dotada de paneles solares fotovoltaicos utilizada en un aparcamiento.

Actualmente está generalmente admitida la extensión del término marquesina a toda techumbre soportada sobre columnas, generalmente de material metálico, que sirve de protección contra la lluvia y el sol, incluso con alguno de sus lados dotado de protección contra el viento, especialmente en aparcamientos, estacionamientos, gasolineras, estaciones de servicio y similares.